# Coupe arabe féminine de football
La Coupe arabe féminine de football est une compétition de football féminin réservée aux sélections nationales de pays membres de l'Union des associations arabes de football (UAFA). Cet équivalent féminin de la Coupe arabe des nations a connu une première édition en 2006, remportée par l'Algérie.

## Palmarès

### Bilan par édition
| 1re   | 2006  | Égypte  | Algérie      | 1 − 0 | Maroc   | Tunisie           | 2 − 1             | Égypte            |
| [ 2 ] | 2010, | Bahreïn | Jordanie     | 1 − 0 | Égypte  | Bahreïn           | 5 − 1             | Palestine         |
| 2e    | 2021, | Égypte  | Jordanie (2) | 1 − 0 | Tunisie | Algérie et Égypte | Algérie et Égypte | Algérie et Égypte |

### Bilan par nation
Le tableau suivant présente le bilan par nation ayant atteint au moins une fois le dernier carré depuis que la coupe Arabe existe
| Rang | Équipe    | Vainqueur                     | Finaliste         | Troisième          | Quatrième (ou demi-finaliste depuis 2021) | Titres       |
| ---- | --------- | ----------------------------- | ----------------- | ------------------ | ----------------------------------------- | ------------ |
| 1    | Jordanie  | Médaille d'or · Médaille d'or | -                 | -                  | -                                         | 2010 et 2021 |
| 2    | Algérie   | Médaille d'or                 | -                 | -                  | 1                                         | 2006         |
| 3    | Tunisie   | -                             | Médaille d'argent | Médaille de bronze | -                                         | -            |
| 4    | Égypte    | -                             | Médaille d'argent | -                  | 2                                         | -            |
| 5    | Maroc     | -                             | Médaille d'argent | -                  | -                                         | -            |
| 6    | Bahreïn   | -                             | -                 | Médaille de bronze | -                                         | -            |
| 7    | Palestine | -                             | -                 | -                  | 1                                         | -            |